# Desolation Row
„Desolation Row“ je píseň amerického písničkáře Boba Dylana. Vyšla na jeho šestém studiovém albu, Highway 61 Revisited, a byla jeho závěrečnou skladbou. Nahrávala se na přelomu července a srpna roku 1965. Je známá svým textem, který se řadí k těm z nejlepších[zdroj⁠?!] z celé Dylanovy tvorby, a také svou délkou, která přesahuje 11 minut. V každé strofě Dylan „představuje“ nové postavy a nové situace, ve kterých určitým způsobem odkazuje na světové události. Časopis Rolling Stone píseň zařadil do svého seznamu 500 nejlepších písní všech dob. Na soundtrack k filmu Strážci – Watchmen nahrála coververzi písně americká skupina My Chemical Romance.